# 장인과 사위
"장인과 사위"은 2024년 2월 15일에 개봉한 대한민국의 코미디 영화이다. 

## 주요내용
마른 하늘에 장인어른?! 이제는 한물간 삼류 영화배우 박진기. 음반 제작이라는 목표의 삼류가수 도필과 영화제작이 목표인 진기는 투자자를 구하려 떠난 부산에서 잘해보려고 했던 것뿐인데 결과는 엉망진창. 결국, 집에서 쫓겨난 진기는 장모님의 계략으로 치매에 걸려 정신이 깜빡깜빡 끊임없이 사고를 치는 장인 과의 기막힌 동거를 시작하게 되는데… 왕년에 한가닥 하던 삼류배우 사위 X 왕년에 한가락 하던 치매 노인 장인 가깝고도 먼 사이 ‘장인과 사위’의 대환장 강제 동거 라이프 

## 제작진

### 제작사
- ㈜지브라더스 컴퍼니

- 한류닷컴 ㈜
- (주)콘텐츠파크엔터테인먼트

### 공동제작
- 에스지엔터테인먼트㈜

- ㈜ 제이씨엔터웍스

### 제공
- ㈜제이씨엔터웍스

### 배급
- ㈜제이씨엔터웍스

### 감독
- 최이현

### 각본
- 김명균

- 지대한

### 각색
- 최이현

- 김태곤

### 주연
- 동방우 : 규만 역

- 지대한 : 진기 역

### 조연
- 이혁 : 도필 역

- 노준영 : 정아 역

- 유준혁 : 경태 역

- 한태일 : 송영달 노인 역

- 장명갑 : 명갑 역

- 이진경 : CF 모델 역

- 김재철 : 경일 역

### 특별출연
- 공정환 : 선장 역

- 허진 : 봉숙 역

### 우정출연
- 김병옥 : 명균 역

- 이재용 : 금철 역

- 이우진 : 두순 역

### 단역
- 조두현 : 연안부두 보완 역

- 황상경 : 경찰 1 역

- 박지연 : 경찰 2 역

- 정도원 : CF 감독 역

- 지연주 : 봉숙 며느리 역

- 소정인 : 소 선장 역